# Anthopleura japonica
Anthopleura japonica is een zeeanemonensoort uit de familie Actiniidae.
Anthopleura japonica is voor het eerst wetenschappelijk beschreven door Verrill in 1899.